# BR24

ancien logo de B5 aktuell

BR24 (jusqu'au 30 juin 2021: B5 aktuell) est une radio publique thématique allemande du groupe Bayerischer Rundfunk, essentiellement consacrée à l'information.
Le 3 mai 2021, Bayerischer Rundfunk a annoncé que B5 aktuell sera renommé BR24 le 1er juillet 2021. Les formats existants à la télévision, comme le «Rundschau», seront à l'avenir précédés de «BR24» dans le nom. Avec cela, le BR crée une marque uniforme pour les actualités.

## Histoire
Le B5 aktuell commence le 6 mai 1991 à 6 heures et reprend des fréquences supplémentaires de BR4. Le modèle est France Info. Plus tard, d'autres radio d'informations en Allemagne reprennent le concept de B5 aktuell, comme MDR aktuell (1992), Inforadio de RBB (1995), NDR Info (1998), Hr-info (2004), SWR Aktuell (2012) et Radio SRF 4 News en Suisse (2007).

## Programme
Les principales caractéristiques de la structure du programme de flux sont les nouvelles récurrentes toutes les 15 minutes. Les blocs d’information d’une heure et demi sont conçus pour une durée de 8 minutes et sont présentés par les rédacteurs. Dans ces blocs d'information, il existe également des contributions et des tonalités correspondantes. À XY:15 et XY:45 heures arrivent cinq minutes sans enregistrements. Elles sont lues par les journalistes. Les minutes suivantes du prochain bloc de message sont remplies de diverses contributions approfondies sur certains sujets après une heure de programme, puis à XY:08 un bloc avec des nouvelles seulement de Bavière et XY:55 un bloc avec des nouvelles sportives diffusé.
B5 retransmet actuellement certains événements sportifs comme les matchs internationaux de l'équipe nationale de football, de la Ligue des champions (les matches du FC Bayern München) et de la Bundesligakonferenz en direct, parfois dans son intégralité, sinon en extraits.
Pour élargir l'offre de retransmissions en direct, lancée le 8 octobre 2007, la filiale B5 plus propose, en plus des événements sportifs, les séances du Bundestag allemand et du Landtag de Bavière.
1. ↑  DWDL.de: Zum 1. Juli 2021 - "BR24" wird auch im TV und Radio zur BR-Infomarke

## Source de la traduction
- (de) Cet article est partiellement ou en totalité issu de l’article de Wikipédia en allemand intitulé « B5 aktuell » (voir la liste des auteurs).